# Beriozovka (oblast de Belgorod)
Beriozovka (en russe : Берёзовка) est une localité rurale et le centre administratif de l'établissement rural de Beriozovka dans le raïon de Borissovka de l'oblast de Belgorod en Russie. La population était de 1 281 habitants en 2010. Le village est composé de 12 rues.

## Géographie
Beriozovka est situé 14 km au sud-ouest de Borissovka (le centre administratif du raïon) par la route. Krassivo est la localité rurale la plus proche.
Le 6 mai 2024, un attaque de drone ukrainien fait 8 morts.

## Sources et références
1. ↑  « Всероссийская перепись населения 2010 года. Белгородская область. 15. Численность неселения городских и сельских населённых пунктов » [archive du 23 novembre 2018] (consulté le 16 septembre 2019)
2. ↑  Расстояние от Березовки до Борисовки
3. ↑  (en) The Moscow Times, « Death Toll From Ukrainian Drone Attack on Russia’s Belgorod Climbs to 8 », sur The Moscow Times, 8 mai 2024 (consulté le 11 mai 2024)